# 1979 في أنغولا
فيما يلي قوائم الأحداث التي وقعت خلال عام 1979 في أنغولا.

## سياسة

### تعيين في المنصب
- 21 سبتمبر – جوزيه إدواردو دوس سانتوس رئيس أنغولا.

### انتهاء فترة المنصب
- 10 سبتمبر – أغوستينيو نيتو رئيس أنغولا.

## مواليد

### يناير
- 29 يناير – إدواردو مينجاس لاعب كرة سلة أنغولي.

### مارس
- 9 نوفمبر – مارسيلينا كيالا لاعبة كرة يد أنغولية.
- 14 مارس – أرسينيو سيباستياو لاعب كرة قدم أنغولي.

### أبريل
- 9 أبريل – أنجيلا كاردوسو لاعبة كرة سلة أنغولية.

### مايو
- 26 مايو – جوستينا براكا لاعبة كرة يد أنغولية.

### أغسطس
- 14 أغسطس – فريدي لاعب كرة قدم أنغولي.

### نوفمبر
- 1 نوفمبر – لويس دلغادو لاعب كرة قدم أنغولي.
- 9 نوفمبر – مارسيلينا كيالا لاعبة كرة يد أنغولية.

### ديسمبر
- 30 ديسمبر – فلافيو أمادو لاعب كرة قدم أنغولي.

## وفيات

### سبتمبر
- 10 سبتمبر – أغوستينيو نيتو (مواليد 1922)